# Julio Alejandro
Pour les articles homonymes, voir Alejandro.
Julio Alejandro, né le 27 février 1906 à Huesca (Espagne) et mort le 22 septembre 1995 à Xàbia (Espagne), est un poète, scénariste, réalisateur et compositeur espagnol.
Son premier recueil de poésie fut préfacé par Antonio Machado. Il fut le scénariste des films les plus importants de Luis Buñuel. Il vécut en exil au Mexique une bonne partie de sa vie.

## Filmographie

### comme scénariste
- 1965 : Valería (série TV)
- 1951 : Mujeres sin mañana
- 1952 : Te sigo esperando
- 1952 : Las Tres alegres comadres
- 1952 : Désir interdit (Cuando levanta la niebla)
- 1953 : La Cobarde
- 1953 : Fruto prohibido
- 1953 : Mujeres que trabajan
- 1953 : Siete mujeres
- 1953 : Las Infieles
- 1953 : Piel canela
- 1953 : Un Divorcio
- 1953 : Eugenia Grandet
- 1953 : Padre nuestro
- 1953 : Reportaje
- 1954 : El Gran autor
- 1954 : Les Hauts de Hurlevent (Abismos de pasión)
- 1955 : El Vendedor de muñecas
- 1955 : El Caso de la mujer asesinadita
- 1955 : Amor en cuatro tiempos
- 1955 : La Vida tiene tres días
- 1955 : Después de la tormenta
- 1955 : De carne somos
- 1956 : Mauvaises fréquentations (Con quién andan nuestras hijas?)
- 1957 : Feliz año amor mío
- 1957 : La Dulce enemiga
- 1957 : La Diana cazadora
- 1957 : La Ciudad de los niños
- 1957 : Yambao, fille de Satan (Yambao)
- 1958 : La Torre de marfil
- 1958 : Miércoles de ceniza
- 1958 : El Caso de una adolescente
- 1958 : El Hombre que logró ser invisible
- 1959 : Nazarín
- 1959 : El Vestido de novia
- 1959 : Gutierritos
- 1959 : La Reina del cielo
- 1960 : Mi madre es culpable
- 1960 : La Estrella vacía
- 1960 : Poker de reinas
- 1960 : Peligros de juventud
- 1961 : Azahares rojos
- 1961 : Senda prohibida
- 1961 : Viridiana
- 1961 : De hombre a hombre
- 1962 : El Pecado de una madre
- 1962 : El Tejedor de milagros
- 1962 : El Cielo y la tierra
- 1963 : Días de otoño
- 1965 : Simón del desierto
- 1965 : Canta mi corazón
- 1968 : María Isabel
- 1969 : Santa
- 1969 : Los Recuerdos del porvenir
- 1969 : El Hijo pródigo
- 1970 : Tristana
- 1970 : Cruz de amor
- 1971 : El Jardín de tía Isabel
- 1971 : El Ídolo
- 1971 : Yesenia
- 1971 : Dos mujeres y un hombre
- 1974 : El Muro del silencio
- 1974 : Fe, esperanza y caridad
- 1974 : Bárbara
- 1974 : Negro es un bello color
- 1976 : El Hombre del puente
- 1978 : La Guera Rodríguez
- 1982 : Una Leyenda de amor

### comme réalisateur
- 1962 : Codicia (série TV)
- 1963 : Grandes ilusiones (série TV)
- 1963 : Destino (série TV)
- 1963 : Agonia de amor (série TV)

### comme acteur
- 1978 : Damiana : Antiquarian